# Lijst van Nederlandse vrachtautomerken
Hieronder volgt een Lijst van Nederlandse vrachtautomerken
- A.R.M.
- A.S.
- Alsche
- Apollo
- ATF
- Atlas
- Baas
- Beers
- Berkhof
- Bikkers
- Brons *had plannen voor een vrachtwagen, echter nooit gerealiseerd. Men bouwde echter wel een autobus en een aantal tractors.
- B-Style
- Carventa
- Cock
- Creusen
- DAF
- Duracar
- FTF
- Gazelle
- Ginaf
- Gova
- Hocké-Steyr
- Hogra
- Hoogstaal
- Hovertrack
- Kromhout
- Kusters
- Mergam
- Nemo
- Netras
- RAM
- Spierings (Mobiele kranen)
- Spijkstaal
- Spyker
- Ten Cate
- Terberg
- Van Twist
- Veenhuis
- Verheul
- Werklust
- Wilton-Fijenoord